# São Martinho das Amoreiras
 São Martinho das Amoreiras  ist ein Ort und eine Gemeinde (freguesia) im Alentejo in Portugal im Kreis von Odemira, mit einer Fläche von 144,2 km² und 1047 Einwohnern (Stand 19. April 2021). Dies entspricht einer Bevölkerungsdichte von 7,3 Einw./km².  